# إي ميول
إي ميول (بالإنجليزية: eMule) هو برنامج ند للند لمشاركة الملفات يعمل تحت بيئة مايكروسوفت ويندوز، بدأ في مايو 2002 كبرنامج بديل لـ إي دونكي 2000 وحالياً فإن برنامج إي ميول يربط شبكتي إي دونكي وشبكة كاد.
الميزة الهامة لبرنامج إي ميول هي التبادل المباشر للملفات بين المشتركين، استعادة سريعة للتحميلات المعطلة، واستخدام نظام نقاط لمكافئة المستخدمين النشطين الذين يحملون الكثير من الملفات للمشاركة.
تمت برمجة إي ميول باستخدام مايكروسوفت فيجوال سي++، ومنذ يوليو 2002 يعمل برنامج إي ميول تحت رخصة جنو العمومية كواحد من البرمجيات الحرة.